# Norman Simms
Norman Toby Simms (geb. 4. Juli 1940 in Brooklyn, New York; gest. 26. Juni 2022) war ein neuseeländischer Hochschullehrer, Kulturwissenschaftler und Dichter.

## Die frühen Jahre in den USA
Norman Toby Simms wurde am 4. Juli 1940 in Brooklyn, New York City, als Sohn von Louis Simms, einem Zahnarzt und Hauptmann der US-Armee im Zweiten Weltkrieg, und Claire Simms (geb. Herman), einer ehemaligen Konzertpianistin, geboren. Simms’ Eltern waren beide Kinder jüdischer Einwanderer der ersten Generation aus Osteuropa. Louis‘ Familie stammte aus Polen und der Ukraine. Claires Verwandte stammten aus Rumänien und Ungarn; Ihr Großvater mütterlicherseits war ein Großrabbiner von Moldawien, der 1909 bei einem Pogrom getötet wurde.
In den frühen 1940er Jahren wuchs Simms bei seinen Großeltern in Brooklyn auf, bis sein Vater aus dem Krieg in Europa zurückkehrte. Er lebte in einem gebildeten und kultivierten Umfeld, das ihn jedoch schon früh für den historischen Antisemitismus und den Holocaust sensibilisierte. Seine Kindheits- und Jugendjahre waren zudem geprägt von einem musischen Umfeld. Seine Mutter unterrichtete im Wohnzimmer Klavier und pflegte Beziehungen zu einem großen Kreis künstlerischer Freunde. Der zukünftige Filmstar Danny Kaye war gelegentlich zu Besuch und spielte auf dem Familienklavier. Im Elternhaus erwarb Simms auch Grundkenntnisse des Jiddischen und Rumänischen.
Simms war ein unersättlicher Leser und ein fleißiger und engagierter Schüler. Im Juni 1953 erhielt er die Bar Mizwa. Kurz darauf wurde er von der Stuyvesant High School aufgenommen, einer Einrichtung für besonders begabte Schüler. Er spielte Trompete in einer Jazzband und trat mit der Band beim Schulabschluss in der Carnegie Hall auf.
Danach begann Simms ein Studium an der Alfred University, wo er englische Literatur belegte und im Universitätsorchester und in kleineren Bands für Theaterproduktionen spielte. Während seiner Studienzeit gab er zwei Zeitschriften heraus, schrieb und veröffentlichte Gedichte und engagierte sich in der amerikanischen Bürgerrechtsbewegung, indem er Proteste organisierte, für die er offiziell getadelt und körperlich angegriffen wurde. Er schloss sein Grundstudium 1962 mit einem Bachelor of Arts ab. Im folgenden Jahr nahm er am Bürgerrechtsmarsch in Washington teil.
Während seines Studiums an der Washington University in St. Louis lernte er Martha Taylor Kellerman kennen, eine Studentin aus einer evangelikalen Familie. Die beiden heirateten 1965 in St. Louis in einer überkonfessionellen Zeremonie.
An der Washington University intensivierte sich Simms’ Interesse für die vergleichende Literaturwissenschaft, auch in historischer Perspektive. Einer seiner Forschungsschwerpunkte blieb über mehrere Jahrzehnte die mittelalterliche englische Literatur im europäischen Kontext. Nach seinem Abschluss mit einem Magister, begann er 1964 er ein Doktoratsstudium, das er 1969 mit dem Doktortitel abschloss.

## Die neuseeländischen Jahre
Kurz nach Abschluss des Doktorats wurde Simms von Professor Paul Day, einem neuseeländischen Gelehrten, für die Englischabteilung der University of Waikato angeworben. Ab 1970 lehrte und forschte Simms in Waikato, bis er 2010 im Alter von siebzig Jahren in den Ruhestand ging.
Simms’ Gelehrsamkeit reichte von biblischen und klassischen Quellen der englischen Literatur bis hin zur mittelalterlichen Literatur, auf die er sich spezialisierte: Chaucer, Langland, Malory, die Dichter Gawains und des Pearl Gedichts sowie Dichter wie Dante, die außerhalb des englischen Kanons standen. 2002 und 2004 veröffentlichte er bedeutende Studien über den Gawain-Dichter und Geoffrey Chaucer.
Seine Forschungs- und Veröffentlichungsinteressen führten Simms auch in religionswissenschaftliche und esoterische Bereiche, wobei er häufig interdisziplinär forschte und schrieb und Anthropologie, Archäologie, Psychologie und die Geschichte des Bewusstseins und der Mentalitäten einbezog. Er arbeitete u. a. über die spanischen Marranen, jüdische Geschichte in Rumänien, jüdische Identität sowie die Geschichte des Holocaust und seine Behandlung in der Literatur. Am Beispiel Alfred Dreyfus' untersuchte er die longue durée des Antisemitismus in europäischen Gesellschaften. Durch Auslandsaufenthalte knüpfte er während der Ceauşescu-Zeit intensive Kontakte zu Gelehrten in Paris, Kanada und insbesondere Rumänien, wo er der einzige Ausländer war, der bei einer Konferenz über Folklore an der Rumänischen Akademie in Bukarest einen Vortrag auf Rumänisch hielt.
Immer wieder, vor allem auch in seinen späteren Jahren, widmete sich Simms dem literarischen und religiösen Erbe der jüdischen Überlieferung. Viele seiner Auslegungen auch moderner Literatur stehen explizit in der Tradition des Midrasch, einer spezifisch jüdischen, kritisch aktualisierenden Aneignung. Sein Sinn für jüdische Mystik und Kabbala verbindet sich mit der Diskussion historischer und moderner Hermeneutik und Kritik. In einem Essay über die Prinzipien der rabbinischen Liebe heißt es bezogen auf den auszulegenden historischen Text (Iggeret ha-Kodesh, der „Heilige Brief“), die in ihn eingelassene Diskussion „energischer Ekphrasis“ der Tempelpriester, welche den auf dem Tempelvorhang dargestellten Liebesakt der Cherubim beschreiben; aber auch sein eigenes erkenntnisleitendes Textverständnis:
„Wahrnehmung, Vorstellungskraft, Erinnerung, Ausdruck und kreative Analyse blieben eine kontinuierliche und miteinander verwobene Reihe von Erfahrungen, die das jüdische physische und intellektuelle Leben gleichzeitig in der wesentlichen Materialität der Welt verankerten und es ihm ermöglichten, daran teilzuhaben und diese sogar umzuwandeln und zu vervollkommnen – bis in die oberen Bereiche der kommenden Welt.“
Simms’ spätes kulturphilosophisches Werk tritt u. a. in einen historischen Dialog mit deutschsprachigen Autoren wie Aby Warburg und Gertrud Bing.
Simms war ein ausgesprochen produktiver Forscher, der zahlreiche Bücher, Studien und akademische Essays publizierte und auf internationalen Konferenzen Vorträge hielt. Zudem arbeitete er als (Mit-)Herausgeber wichtiger neuseeländischer und internationaler Zeitschriften, so der Zeitschrift Mentalities.
Er war ein anspruchsvoller, beliebter Hochschullehrer. Sein scharfer Verstand, Humor und seine kosmopolitische Bildung wurden allgemein bewundert, auch wenn seine rhetorische Brillanz bei einigen mittelneuseeländischen Kollegen nicht immer auf Verständnis stieß.

### Als Dichter
Seit seiner Highschool- und Studienzeit schrieb Simms auch eigene Lyrik, die er in Abständen immer wieder veröffentlichte. Viele seiner Gedichte, die teilweise autobiographische Züge aufweisen, beschäftigen sich mit gesellschaftlichen, religiösen und politischen Themen, verfügen über Chuzpe und haben einen ironischen oder humoristischen Ton.
Simms starb am 26. Juni 2022 in Hamilton, Neuseeland und hinterließ seine Frau Martha und seine beiden Kinder.

## Wissenschaftliche Veröffentlichungen (Auswahl)
- Ritual and Rhetoric: Intellectual and ceremonial backgrounds to Middle English literature, Folcroft Library Editions (1975)
- Sir Gawain and the Knight of the Green Chapel, University Press of America (2002)
- Marranos on the Moradas. Secret Jews and Penitentes in the Southwestern United States from 1590 to 1890, Academic Studies Press (2009)
- Alfred Dreyfus: Man, Milieu, Mentality and Midrash (Reference Library of Jewish Intellectual History), Academic Studies Press (2011)
- 'Iggeret ha-Kodesh: The Principles of Rabbinical Love in terms of Creativity, Morality and Mysticism', in Literature and Aesthetics, 23 (2), S. 54–96 (2013)
- '“Devoured by wild animals”. Trauma and post-traumatic stress in the children of São Tomé', in: Revista Lusofona De Ciencia Das Religioes, S. 163–1979 (2013)
- Jews in an Illusion of Paradise: Dust and Ashes, Volume Oneâ "Comedians and Catastrophes, Cambridge Scholars Publishing (2017)

## Gedichte (Auswahl)
- Time, and Time again, Dunedin, Caveman Press (1973)
- Runic Characters, Rimu Publishing (1984)
- Penguins on Ice are Fools, Hamilton, Outrigger (2009)